# Cláudio Abrantes
Francisco Cláudio de Abrantes (Catolé do Rocha, 28 de dezembro de 1968) é um político brasileiro filiado ao Partido Social Democrático (PSD). Atualmente, é deputado distrital licenciado e Secretário de Estado de Cultura e Economia Criativa do Distrito Federal.
É Policial Civil de carreira, ator e fotógrafo. Ele é casado com Jussara Cardoso e tem três filhos.
Claudio Abrantes tem forte atuação em diversas frentes. Destacam-se trabalhos por todo o Distrito Federal, tendo em Planaltina-DF grande parte de suas conquistas. Outra bandeira defendida por Claudio Abrantes é a recomposição dos quadros do serviço público, por meio da luta por nomeações de concursados. 
Também trabalha fortemente pela educação, saúde e segurança. foi presidente da Comissão de Assuntos Fundiários (CAF) da CLDF.